# Bentley (Illinois)
Bentley è un comune degli Stati Uniti d'America, situato nello Stato dell'Illinois e in particolare nella contea di Hancock.